# Jugoslaviens premierministre
Jugoslaviens premierminister var regeringschef for den jugoslaviske stat, fra kongeriget Jugoslavien blev dannet i 1918 og frem til Den socialistiske føderale republik Jugoslavien gik i opløsning i 1992.